# Élections législatives de 2012 dans la Haute-Loire
Les élections législatives françaises de 2012 se déroulent les 10 et 17 juin 2012. Dans le département de la Haute-Loire, non concerné par le redécoupage électoral, deux députés sont à élire dans le cadre de deux circonscriptions.

## Élus
| Circonscription | Député sortant     | Parti | Parti | Député élu ou réélu                   | Parti | Parti |
| --------------- | ------------------ | ----- | ----- | ------------------------------------- | ----- | ----- |
| 1re             | Jean-Pierre Marcon |       | UMP   | Laurent Wauquiez                      |       | UMP   |
| 2e              | Jean Proriol       |       | UMP   | Jean-Pierre Vigier (dit Peter Vigier) |       | UMP   |

## Résultats

### Résultats à l'échelle du département
| Parti          | Parti                                     | Premier tour | Premier tour | Second tour | Second tour | Sièges |  |
| Parti          | Parti                                     | Voix         | %            | Voix        | %           | Sièges |  |
| -------------- | ----------------------------------------- | ------------ | ------------ | ----------- | ----------- | ------ |  |
|                | Union pour un mouvement populaire         | 49 267       | 44,71        | 61 349      | 58,29       | 2      |  |
|                | Droite parlementaire                      | 49 267       | 44,81        | 61 349      | 58,29       | 2      |  |
|                |                                           |              |              |             |             |        |  |
|                | Parti socialiste                          | 31 798       | 28,85        | 43 906      | 41,71       | 0      |  |
|                | Europe Écologie Les Verts                 | 5 694        | 5,17         |             |             | 0      |  |
|                | Majorité présidentielle                   | 37 492       | 34,02        | 43 906      | 41,71       | 0      |  |
|                |                                           |              |              |             |             |        |  |
|                | Front national                            | 12 207       | 11,08        |             |             | 0      |  |
|                | Front de gauche                           | 6 275        | 5,69         | 0           |             |        |  |
|                | Divers                                    | 2 211        | 2,01         | 0           |             |        |  |
|                | Divers écologiste dont LT-LNÉ, MÉI et AÉI | 1 386        | 1,26         | 0           |             |        |  |
|                | Extrême gauche dont LO et POI             | 824          | 0,75         | 0           |             |        |  |
|                | Mouvement démocrate                       | 542          | 0,49         | 0           |             |        |  |
|                |                                           |              |              |             |             |        |  |
| Inscrits       | Inscrits                                  | 176 104      | 100,00       | 176 082     | 100,00      | 2      |  |
| Abstentions    | Abstentions                               | 63 798       | 36,23        | 67 342      | 38,24       |        |  |
| Votants        | Votants                                   | 112 306      | 63,77        | 108 740     | 61,76       |        |  |
| Blancs et nuls | Blancs et nuls                            | 2 102        | 1,87         | 3 485       | 3,2         |        |  |
| Exprimés       | Exprimés                                  | 110 204      | 98,13        | 105 255     | 96,8        |        |  |

### Résultats par circonscription

#### Première circonscription (Le Puy-en-Velay - Yssingeaux)
| Candidat       | Candidat                       | Parti                   | Premier tour | Premier tour | Second tour | Second tour |  |
| Candidat       | Candidat                       | Parti                   | Voix         | %            | Voix        | %           |  |
| -------------- | ------------------------------ | ----------------------- | ------------ | ------------ | ----------- | ----------- |  |
|                | Laurent Wauquiez sortant réélu | UMP                     | 30 916       | 49,74        | 36 651      | 63,95       |  |
|                | Guy Vocanson                   | diss. PS                | 14 569       | 23,44        | 20 662      | 36,05       |  |
|                | Pierre Cheynet                 | RBM (FN)                | 7 257        | 11,68        |             |             |  |
|                | Gustave Alirol                 | POC (PS, EÉLV),         | 3 895        | 6,27         |             |             |  |
|                | Yves Prat                      | FG (PG) (Divers gauche) | 2 943        | 4,73         |             |             |  |
|                | Anne-Audrey Perrin-Patural     | CpF (MoDem)             | 542          | 0,87         |             |             |  |
|                | Edouard Ducray                 | Pirate                  | 380          | 0,61         |             |             |  |
|                | Lucien Seytre                  | LT-LNÉ                  | 336          | 0,54         |             |             |  |
|                | Max Chambon                    | POI                     | 297          | 0,48         |             |             |  |
|                | Philippe Roche                 | Divers                  | 280          | 0,45         |             |             |  |
|                | Christophe Mezzasoma           | AÉI                     | 274          | 0,44         |             |             |  |
|                | Philippe Cochet                | MÉI                     | 262          | 0,42         |             |             |  |
|                | Claudette Balleydier           | LO                      | 205          | 0,33         |             |             |  |
|                |                                |                         |              |              |             |             |  |
| Inscrits       | Inscrits                       | Inscrits                | 95 803       | 100,00       | 95 799      | 100,00      |  |
| Abstentions    | Abstentions                    | Abstentions             | 32 776       | 34,21        | 36 907      | 38,53       |  |
| Votants        | Votants                        | Votants                 | 63 027       | 65,79        | 58 892      | 61,47       |  |
| Blancs et nuls | Blancs et nuls                 | Blancs et nuls          | 871          | 1,38         | 1 579       | 2,68        |  |
| Exprimés       | Exprimés                       | Exprimés                | 62 156       | 98,62        | 57 313      | 97,32       |  |

#### Deuxième circonscription (Le Puy-en-Velay - Brioude)
| Candidat       | Candidat               | Parti               | Premier tour | Premier tour | Second tour | Second tour |  |
| Candidat       | Candidat               | Parti               | Voix         | %            | Voix        | %           |  |
| -------------- | ---------------------- | ------------------- | ------------ | ------------ | ----------- | ----------- |  |
|                | Jean-Pierre Vigier élu | Divers droite (UMP) | 18 351       | 38,19        | 24 698      | 51,52       |  |
|                | André Chapaveire       | PS                  | 17 229       | 35,86        | 23 244      | 48,48       |  |
|                | Maria Raia             | RBM (FN)            | 4 950        | 10,30        |             |             |  |
|                | Michelle Chaumet       | FG (PCF) (PCOF)     | 3 332        | 6,93         |             |             |  |
|                | Celline Gacon          | EÉLV                | 1 799        | 3,74         |             |             |  |
|                | Alexis Monjauze        | Divers              | 1 522        | 3,17         |             |             |  |
|                | Johanna Seytre         | LT-LNÉ              | 514          | 1,07         |             |             |  |
|                | Annie Boubault         | LO                  | 322          | 0,67         |             |             |  |
|                | William Theaux         | Pirate              | 29           | 0,06         |             |             |  |
|                |                        |                     |              |              |             |             |  |
| Inscrits       | Inscrits               | Inscrits            | 80 304       | 100,00       | 80 283      | 100,00      |  |
| Abstentions    | Abstentions            | Abstentions         | 31 025       | 38,63        | 30 435      | 37,91       |  |
| Votants        | Votants                | Votants             | 49 279       | 61,37        | 49 848      | 62,09       |  |
| Blancs et nuls | Blancs et nuls         | Blancs et nuls      | 1 231        | 2,5          | 1 906       | 3,82        |  |
| Exprimés       | Exprimés               | Exprimés            | 48 048       | 97,5         | 47 942      | 96,18       |  |